# София Лама
София Лама Стаматиадес (на испански: Sofia Lama Stamatiades) е популярна мексиканска актриса и телевизионна водеща с гръцки корени. Играе в театъра и се снима в теленовели.

## Биография
София Лама е родена в Пуебла, Мексико на 9 юни 1987 г. Баща ѝ е грък, а по майчина линия е с чист испански произход, т.е не е метиска – няма индианска кръв, за разлика от почти всички мексиканци. Тя е учила актьорско майсторство и кинематография.

### Артистична кариера
Започва кариерата си на 11-годишна възраст с детското предаване „Entre Pingos“, където е водеща. Играе в две теленовели в страната си – „Да мечтаеш“ и „Igual y Si“. Участва в няколко сборни предавания като „Какво премълчават жените“, „Животът е песен“, „Клуб Дисни“ и други. През 2005 г. дебютира в театъра с пиесата „El Club de los Cinco“. През 2007 г. изпълнява ролята на Глория Мерсенарио в теленовелата на Телемундо – Чужди грехове, където си партнира с Лорена Рохас, Маурисио Ислас и Лупита Ферер. Същата година играе в мюзикълът „Vaselina“, където на показ излиза и талантът ѝ на певица. Има записан един музикален сингъл. Явява се на кастинг за роля в теленовелата „Силикон за Рая“, като първоначално е предвидено да изиграе ролята на младата и коварна сводница Джесика. Впоследствие ролята е дадена на Мария Фернанда Йепес, а София изпълнява друга роля – тази на Хулиета. Изиграва ролята на майката на Жанкарлос Канела като млада в теленовелата „Дявол с ангелско сърце“. През годините участва в теленовели като „Клонинг“ (2009), „Ева Луна“ (2010/11), „Съседската къща“ (2011), „Диамантената роза“ (2012). Последната ѝ роля е в най-новата теленовела на Телемундо – Дамата и работника, редом до Ана Лайевска, Хосе Луис Ресендес, Фабиан Риос и Фелисия Меркадо.

## Филмография

### Теленовели
- Ева, шофьорката (Eva la Trailera) (2016) – Елизабет Карденас
- Господарите на Рая (Duenos del Paraiso) (2014) – Силвана Кардона
- Дамата и работника (Dama y obrero) (2013) – Мирея Гомес
- Диамантената роза (Rosa Diamante) (2012) – Андрея Фернандес
- Съседската къща (La casa de al lado) (2011) – Илда Гонсалес
- Ева Луна (Eva Luna) (2010/11) – Алисия Гонсалес
- Клонинг (El Clon) (2010) – Мел
- Дявол с ангелско сърце (Mas sabe el diablo) (2009) – Есперанса (като млада)
- Пресичане на животи (Vidas cruzadas) (2009) – Луси Арагон
- Силикон за Рая (Sin senos no hay Paraiso) (2008) – Хулиета
- Чужди грехове (Pecados ajenos) (2007) – Глория Мерсенарио
- Да мечтаеш (Sonaras) (2004) – Уеситос

### Предавания
- Какво премълчават жените (Lo que callamos las mujeres) (2001/08)
- Животът е песен (La vida es una cancion) (2004)
- Клуб Дисни (Disney Club)
- Dos chicos de cuidado (2003)
- Entre Pingos